# Sveti Boštjan, Dravograd
Sveti Boštjan este o localitate din comuna Dravograd, Slovenia, cu o populație de 79 de locuitori.